# Gortva
Gortva este o comună slovacă, aflată în districtul Rimavská Sobota din regiunea Banská Bystrica. Localitatea se află la altitudinea de 187 m deasupra n.m., se întinde pe o suprafață de 9,63 km2 și în 2017 număra 537 de locuitori. Se învecinează cu comuna Gemerček.

## Istoric
Localitatea Gortva este atestată documentar din 1326.

## Demografie
| An:                | 1994 | 2004    | 2014   | 2024    |
| ------------------ | ---- | ------- | ------ | ------- |
| Număr de persoane: | 428  | 518     | 543    | 472     |
| Diferență:         |      | +21,02% | +4,82% | −13,07% |

| An:                | 2023 | 2024   |
| ------------------ | ---- | ------ |
| Număr de persoane: | 461  | 472    |
| Diferență:         |      | +2,38% |